# Permekemuseum

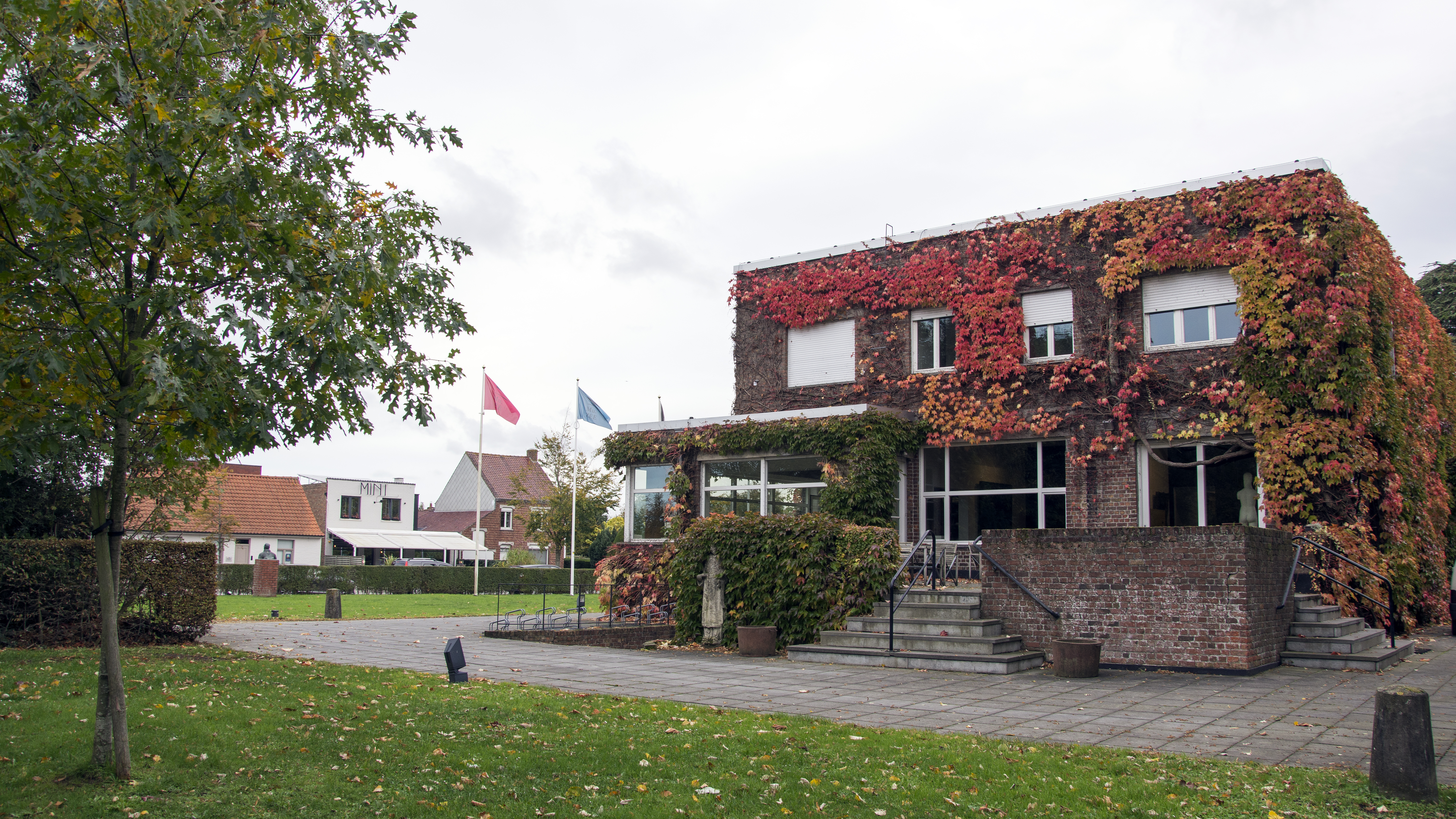
Het Permekemuseum

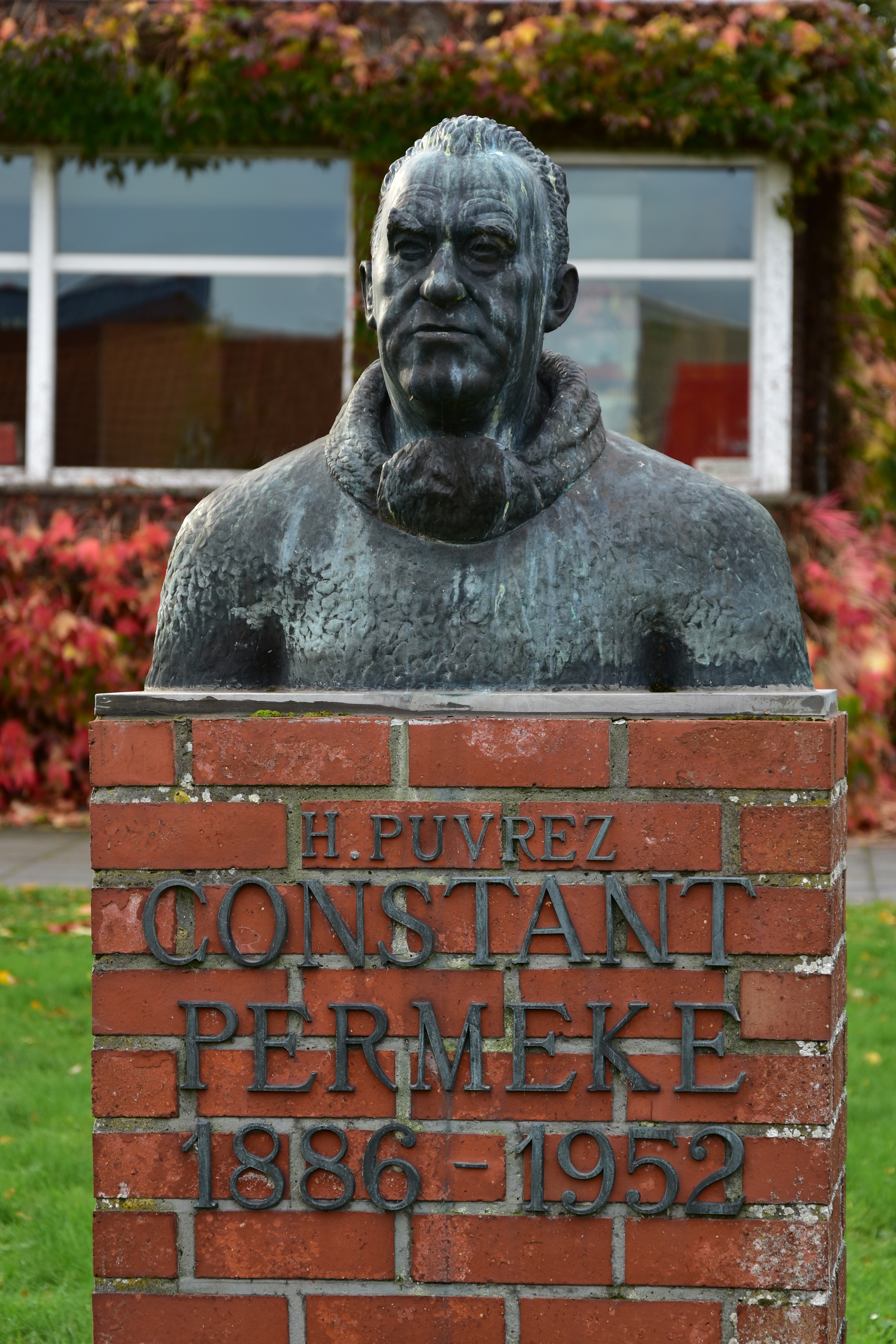
Constant Permeke van Henri Puvrez

Het Permekemuseum is een Belgisch museum gehuisvest in het vroegere woonhuis van Constant Permeke, 'de vier winden' in de West-Vlaamse gemeente Jabbeke. Dit is het huis dat Permeke tussen 1928 en 1930 liet bouwen door architect Pierre Vandervoort.
Naast het huis liet Permeke een expositieruimte bouwen. In de tuin plaatste hij zijn beelden. Hij leefde er van 1929 tot aan zijn dood in 1952. Het was de wens van de kunstenaar bij zijn overlijden om zijn huis open te stellen voor het publiek. De provincie West-Vlaanderen kocht het volledige domein met inboedel aan in 1956 en richtte het in als museum in 1961 onder de naam Provinciaal Museum Constant Permeke. In 2010 werd het een satellietmuseum van de dan opgerichte vzw Mu.ZEE. Vanwege de afslanking van de provincies op 1 januari 2019 nam de Vlaamse overheid het aandeel van de provincie in de vzw over en werd de naam van het Permekemuseum gewijzigd.
De inboedel bevatte onder meer 121 kunstwerken van Constant Permeke, werken van Pierre Devos (de schoonzoon van Permeke), Frits Van den Berghe en Floris Jespers. Met de jaren breidde de collectie zich uit met werken van Henri-Louis Permeke (de vader van Constant), Henri Puvrez, Oscar Jespers en Luc Peire. Uit de nalatenschap van Beatty, dochter van Permeke, verwierf het Permekemuseum nog eens 18 werken van Constant Permeke en 2 werken van Pierre Devos. Dit legaat omvat ook vroeg werk, van documentaire waarde én van artistiek hoog niveau, zoals uit zijn Engelse periode. Ook de jongste dochter Thérèse schonk werk aan het museum. Het Permekemuseum toont en bewaart tot op vandaag een 80-tal schilderijen, bijna het volledige sculpturale oeuvre en een aanzienlijk aantal grote tekeningen.
Er vinden regelmatig tentoonstellingen plaats met hedendaagse kunstenaars die in dialoog treden met de plek en het werk van Constant Permeke. In het woonhuis is sinds 2015 een creatief atelier 'Studio Permeke' gevestigd, waar regelmatig creatieve ateliers plaatsvinden voor kinderen, jongeren en volwassenen.
Het museum werd tussen 2020 en 2024 grondig gerenoveerd. Onder meer klimatologische aanpassingen geven nu de mogelijkheid om werken uit privécollecties tentoon te stellen. De heropening werd gevierd met de tentoonstelling "Constant Permeke in Tegenlicht", die loopt van eind maart tot begin november 2024.

## Galerij

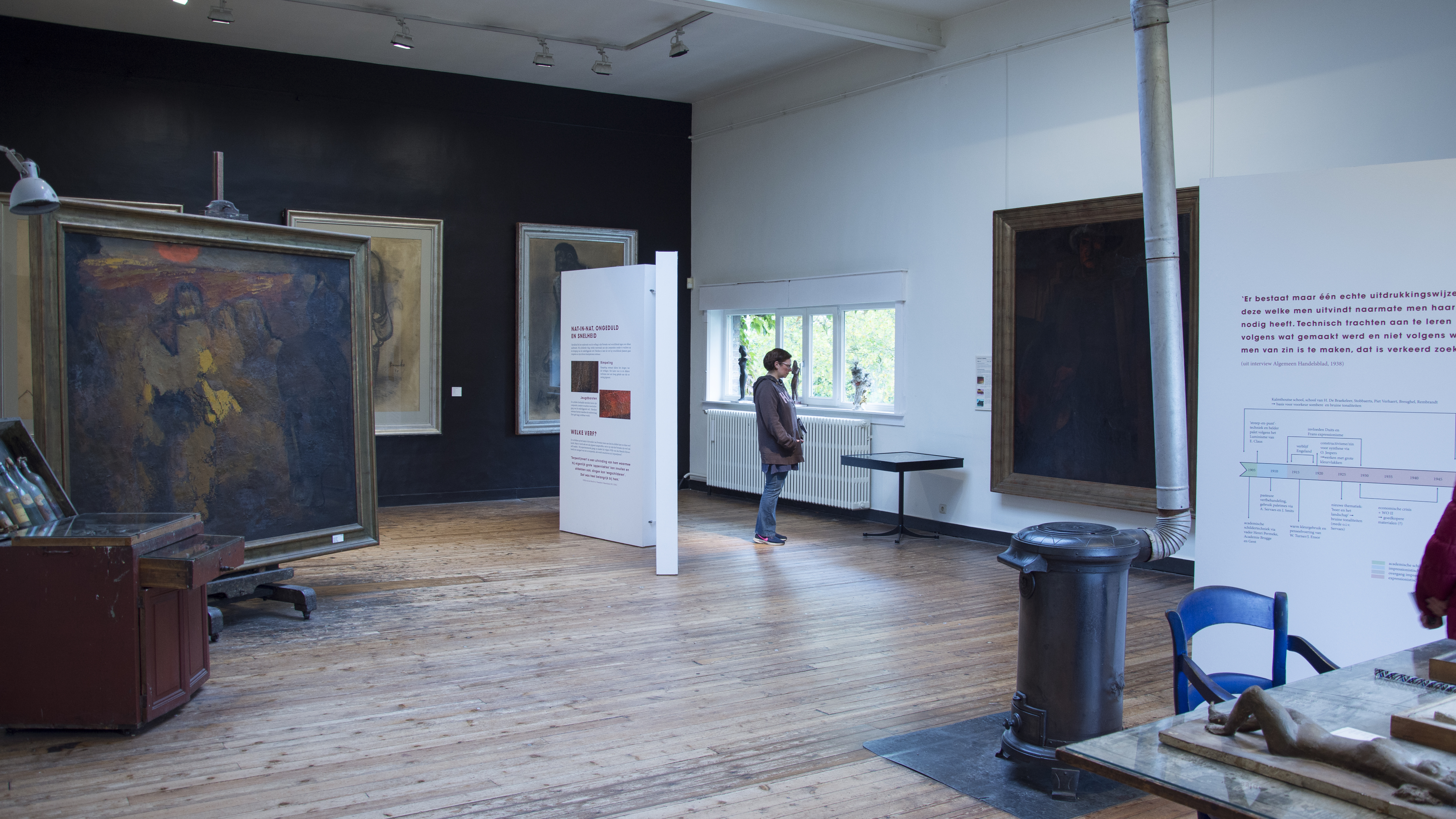
Het schildersatelier
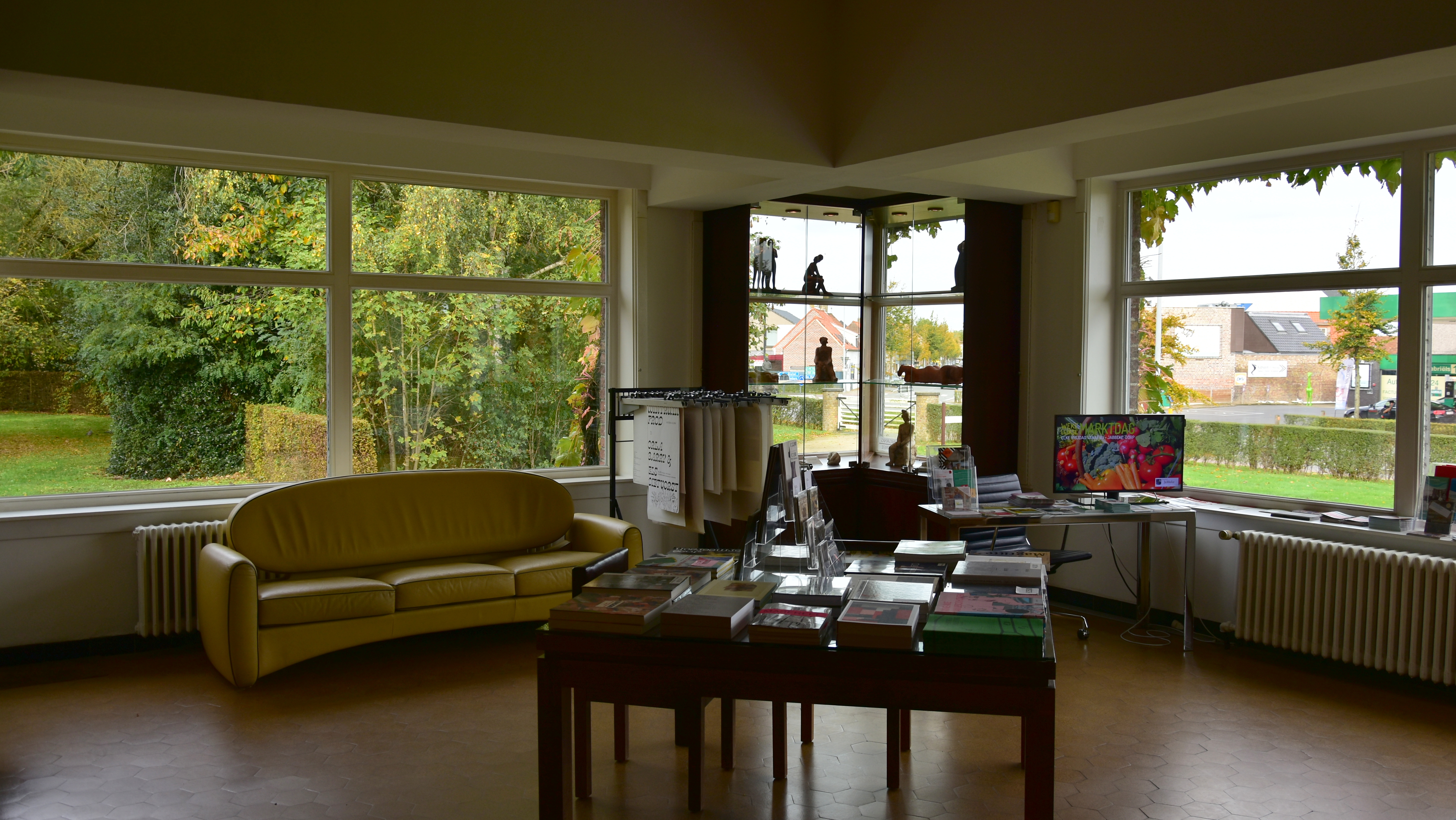
Het salon
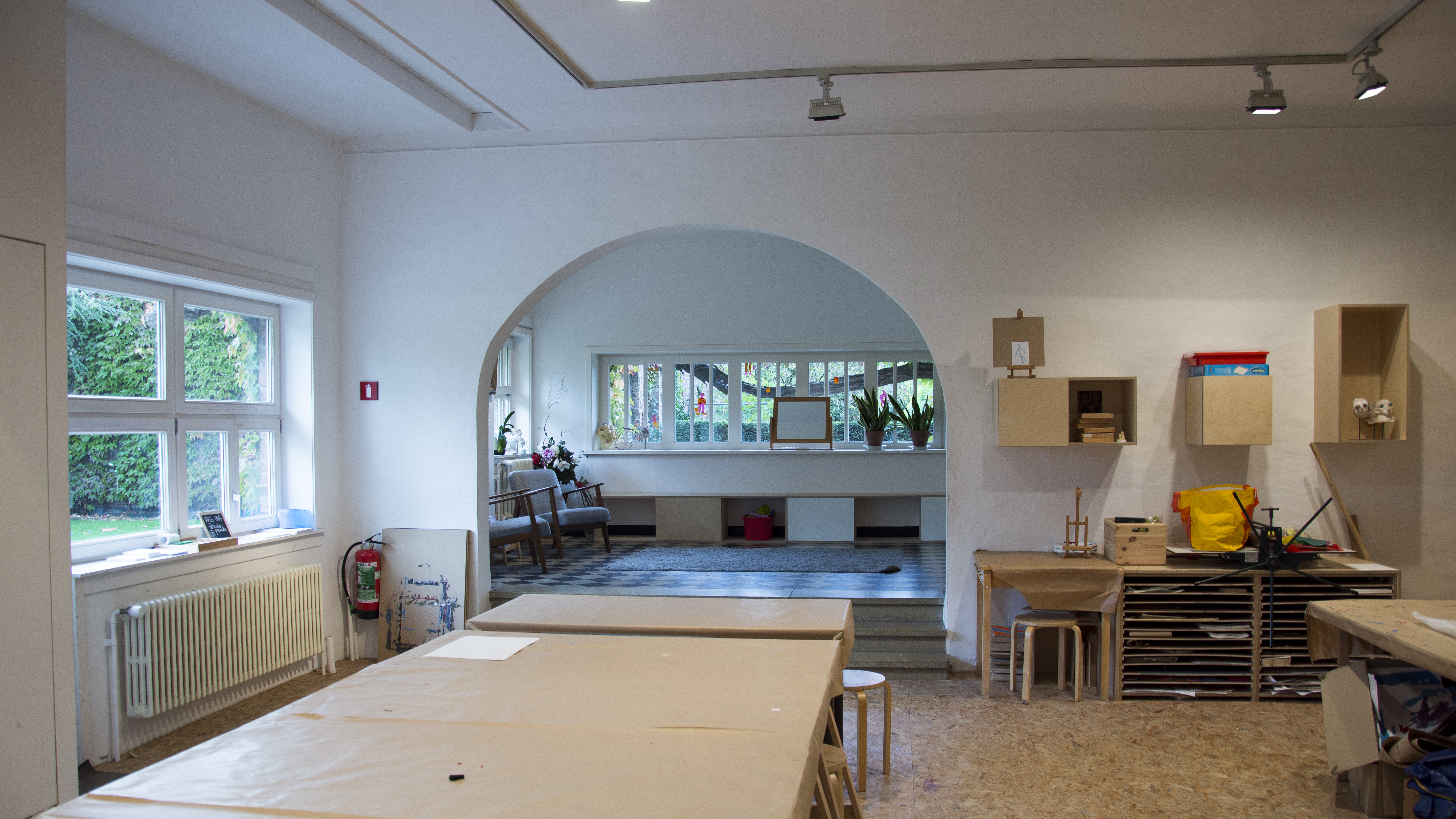
Het tekenatelier
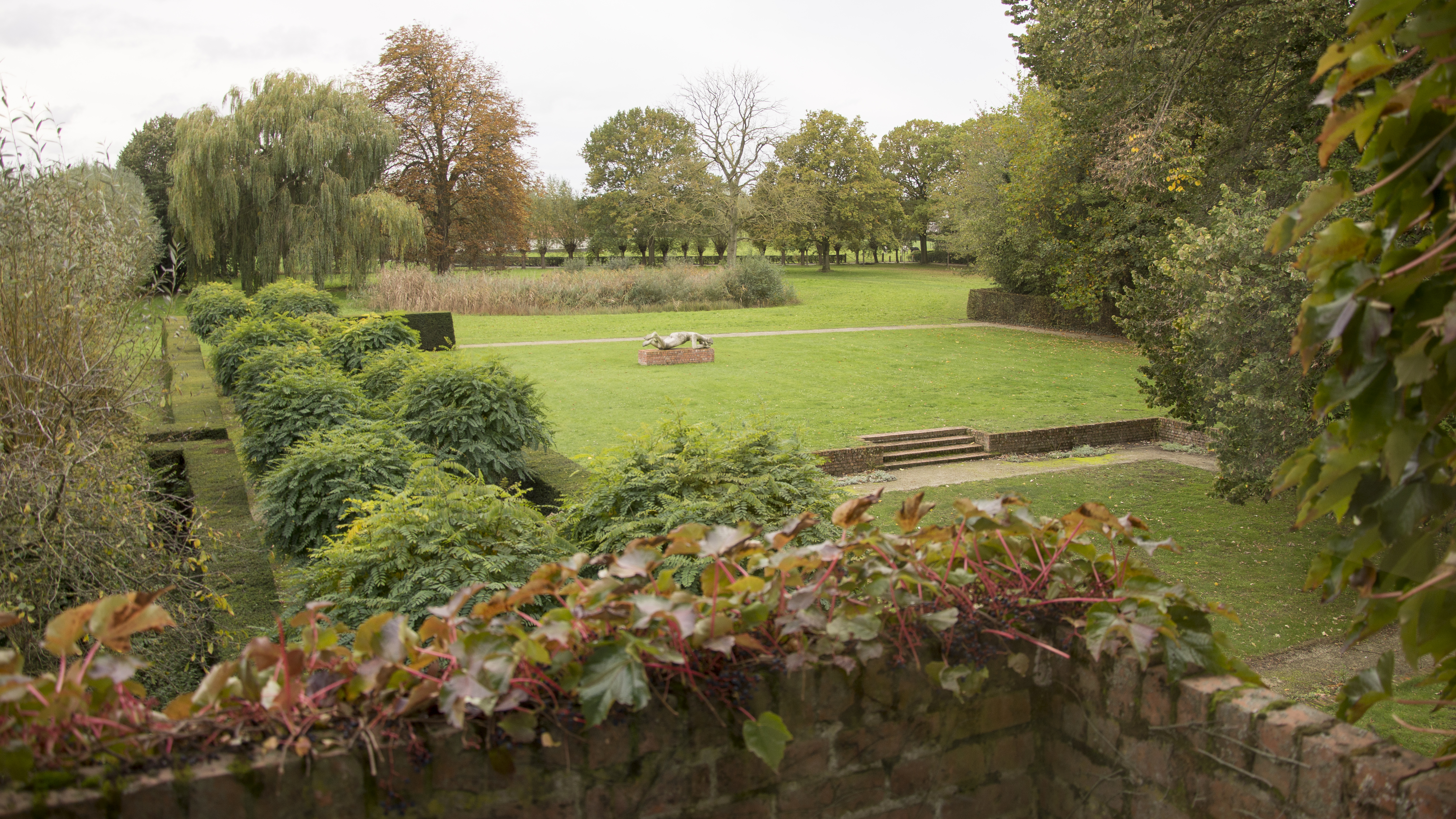
De tuin